# 恩波里厄姆
恩波里厄姆（Emporium）是美国宾夕法尼亚州卡梅伦县的一个自治市镇，是卡梅伦县的县城。它位于威廉斯波特西北偏西100英里（160公里）处。二十世纪早期，有大型发电厂和无线电管和白炽灯（Sylvania Electric Products）以及铺路砖、谷粉、钢、木材和鞋底皮革的制造商。1900年，有2463人居住在购物中心，1910年，人口为2916人。到2010年，人口降至2073人，2020年人口普查时，人口为1961人。

## 地理
恩波里厄姆位于卡梅伦县北部41°30′41″N 78°14′11″W / 41.51139°N 78.23639°W (41.511288, -78.236418)。它位于辛内马洪宁溪的德里夫特伍德支流的山谷中，向东南方向流向萨斯奎汉纳河西支流。 
根据美国普查局的数据，该市总面积为0.73平方英里（1.9平方公里），其中0.69平方英里（1.8平方公里）为陆地，约0.1平方公里（5.51%）是水域。